# Floresta (Tucumán)
Floresta es un barrio de San Miguel de Tucumán, Tucumán, Argentina. Se encuentra delimitado por las calles Lavalle, Coronel Zelaya y las avenidas Ernesto Padilla, Mate de Luna y Colón.

## Historia
Originalmente en el sitio del barrio se hallaba el ingenio azucarero de Baltazar Aguirre. Esta era la primera fábrica de azúcar de Tucumán y una de las primeras plantaciones de caña de azúcar junto a la Casa del Obispo Colombres. En los años 1870 la fábrica cerró y fue abandonada, poblándose a partir de loteos la zona. Solamente quedó una chimenea que fue demolida en los años 60. En 1951 se construyó un supermercado y la fábrica de la Cooperativa de Tamberos de Trancas. Esta sería cerrada en 1997 y demolida en 2007, dando paso a un complejo de departamentos y un supermercado Vea. Asimismo en 2018 se inauguró la Plaza Esperanza frente al Supermercado Vea, donde anteriormente existía la Villa Piolín. Esta se convirtió en el principal espacio de recreación y deportes del barrio, junto al Club Sportivo Floresta.

## Educación
- Escuela Scalabrini Ortiz
- Escuela Periodismo Argentino
- Escuela Ciudadela

## Salud
- CAPS San Bernardo

## Seguridad
- Comisaría 3°

## Transporte

### Líneas de colectivos
- Línea 3
- Línea 4
- Línea 10
- Línea 12
- Línea 18
- Línea 118
- Línea 130

## Deportes
- Club Sportivo Floresta

## Parroquias de la Iglesia católica en Floresta
| Arquidiócesis | Arquidiócesis de Tucumán |
| ------------- | ------------------------ |
| Parroquia     | San Pío X                |